# موجارة طرفية
موجارة طرفية (الاسم العلمي: Gerres limbatus) (بالإنجليزية: Saddleback silver-biddy)‏ هي نوع من الأسماك تتبع جنس الموجارة من فصيلة الموجارات.